# Кооперация юг-юг
Кооперация юг-юг — термин, исторически используемый в политике и академической науке для обозначения обмена ресурсами, технологиями и знаниями между развивающимися странами.

## История
В 1978 году ООН учредило отдел по сотрудничеству юг-юг для развития торговли между развивающимися странами и взаимодействия между их органами. Однако только в 1990-х годах идея сотрудничества развивающихся стран начала оказывать существенное влияние на мировую экономику. В соответствии с географическим спектром участвующих в этом процессе стран, он получил название «Сотрудничество Южной Америки и Африки (ASA)».
По вопросам сотрудничества Южной Америки и Африки проведено две встречи на высшем уровне. Первая состоялась в Абудже (Нигерия) в 2006 году и собрала 53 делегации из Африки и 12 из Южной Америки. Вторая прошла на острове Маргарита (Венесуэла) в сентябре 2009 года, в ней приняли участие 49 глав государств Африки и 12 — Южной Америки.
Сотрудничество оказалось успешным в уменьшении зависимости от программ помощи развитых стран и изменило баланс сил на международной арене.

## Направление
Руководители стран Южной Америки и Африки надеются, что сотрудничество приведёт к установлению нового мирового порядка и положит конец домирированию западных стран в экономике, политике и общественной жизни. Президент Уго Чавес рассматривал сотрудничество как «начало спасения людей» и основную силу в антиимпериалистическом движении. Как и Уго Чавес, президент Ливии Муаммар Каддафи остро критически отзывался о доминировании западных стран над «третьим миром».

## Экономический союз
Одной из основных целей кооперации является укрепление экономических связей, включая совместные капиталовложения в энергетические и нефтяные отрасли, создание общей банковской системы. Региональные торговые соглашения, которые были достигнуты на саммите 2009 года, включают нефтяное соглашение между Венесуэлой и ЮАР, а также декларация о намерениях со Сьерра-Леоне для создания совместной горнодобывающей компании. Между тем Бразилия разработала весьма успешную модель оказания зарубежной помощи на сумму более 1 млрд долларов (больше, чем многие традиционные страны-доноры), которая направлена на техническую экспертизу и передачу знаний. Бразильская форма сотрудничества получила название «global model in waiting» (рус. в ожидании глобальной модели).
Страны Южной Америки и Африки обладают четвертью всех энергетических ресурсов мира. Они включают запасы нефти и природного газа
Боливии, Бразилии, Эквадора, Венесуэлы, Алжира, Анголы, Ливии, Нигерии, Чада, Габона и Экваториальной Гвинеи.

## Военный союз
Проблемы мира и безопасности также находятся на повестке дня международного сотрудничества. На саммите 2009 года Муаммар Каддафи предложил установить военный договор между двумя континентами, который он назвал «Южным НАТО». Альянс должен стать альтернативной Совету безопасности, в котором нет ни одного постоянного члена от этих континентов.

## Политическое единство
Другой областью сотрудничества является взаимодействие на политической арене. Сотрудничество позволит обеспечить полную свободу выбора политической системы. Например, Уго Чавес полагал, что сотрудничество двух континентов является первым шагом к тому, что он называл «социализмом 21-го века».

## Трудности и критика
Несмотря на возрастающий интерес многих стран Африки и Южной Америки, сотрудничество сталкивается со значительными трудностями. Одной из них является отсутствие достаточного стартового капитала для создания «Банка юг-юг» (англ. South-South bank) как альтернативы МВФ и Всемирному банку.
Идеи сотрудничества подвергается критике со стороны некоторых относительно богатых и влиятельных стран Африки и Южной Америки, таких как Бразилия, Южная Африка, Венесуэла.